# Casey Benson
Casey Bryan Benson (Tempe, 10 april 1995) is een Amerikaans basketballer.

## Carrière
Benson speelde collegebasketbal voor de Oregon Ducks van 2014 tot 2017 en daarna voor de Grand Canyon Antelopes. In 2018 tekende hij zijn eerste profcontract voor de Sloveense eersteklasser KD Hopsi Polzela. In 2019 tekende hij een contract bij de Finse eersteklasser UU-Korihait maar verliet in januari de club voor het Bulgaarse BK Balkan Botevgrad waar hij het seizoen uitspeelde. Voor het seizoen 2020/21 tekende hij een contract bij de Sloveense eersteklasser KK Zlatorog Laško waar hij een seizoen speelde.
In 2021 tekende hij een contract bij reeksgenoot KK Podčetrtek in de Sloveense eerste klasse. In november 2021 tekende hij een contract bij de Belgische eerste klasse bij Limburg United waar hij Jahii Carson moest vervangen. In januari 2022 geraakte hij geblesseerd en Jonathan Tabu werd gehaald als vervanger. Voor het seizoen 2022/23 tekende hij een contract bij de Duitse tweedeklasser Panthers Schwenningen. In de zomer van 2023 keerde hij terug naar België en tekende bij de Leuven Bears. Midden november 2023 vertrok hij bij Leuven. Hij tekende midden december 2023 bij de Slowaakse eersteklasser BK Patrioti Levice. Begin februari 2024 tekende hij bij het Duitse Dresden Titans waar hij het seizoen uitspeelde.
Voor het seizoen 2024/25 tekende hij opnieuw bij de Leuven Bears.

## Erelijst
- Belgisch bekerwinnaar: 2022